# Härkäsaadio
Härkäsaadio is een gehucht binnen de Zweedse gemeente Övertorneå. Het is gelegen aan de weg tussen de dorpen Mettäjärvi en Rantajärvi. Samen met Mettäjärvi had het in 1997 28 inwoners. In december 2008 brandt een van de weinige huizen af omdat een televisie ontplofte.
De elektronische kaart Hitta.se heeft het over Härkäsaatio, deze naam is nergens anders te vinden.
Bestuurscentrum: Övertorneå waaronder Turovaara
Tätort: Hedenäset · Juoksengi · Svanstein
Småort: Aapua · Haapakylä · Jänkisjärvi · Kuivakangas · Maaherra, Aili en Kieri · Neistenkangas · Pello · Poikkijärvi · Pudas · Rantajärvi
Overig: Alkullen · Armasjärvi · Bäckesta · Ekfors · Härkäsaadio · Hirvijärvi · Kannusjärvi · Kukasjärvi · Koutojärvi · Kuurajärvi · Kuusijärvi · Liehittäjä · Littiäinen · Luppio · Matojärvi · Mettäjärvi · Mukkajärvi · Oja · Olkamangi · Orjasjärvi · Pallakka · Penttäjä · Persomajärvi · Pirttijärvi · Potila · Puhkuri · Raitajärvi · Risudden-Vitsaniemi · Ruokojärvi · Ruskola · Siekasjärvi · Soukolojärvi · Soukolojoki · Vyöni · Ylinenjärvi · Ylinenjoki